# Congresso Internacional de Atuários
O Congresso Internacional de Atuários (ICA, na sigla em inglês) é um evento realizado regularmente pela Associação Atuarial Internacional (AAI), que reúne atuários e associações nacionais de todo o mundo para o debate e apresentação de artigos científicos sobre atuária.
O Primeiro Congresso Internacional de Atuários foi realizado em Bruxelas, no ano de 1895. Desde então, o evento vem sendo realizado em intervalos de 3 a 4 anos, com interrupção apenas nos períodos das Grandes Guerras.
Em 2002, pela primeira vez uma cidade de um país de terceiro mundo foi sede do evento, realizado em Cancun no México. No ano de 2010, realizou-se a primeira edição do Congresso no continente africano,  na Cidade do Cabo, segunda maior cidade da África do Sul.
Para 2014 está prevista a realização do 30º ICA, na cidade de Washington, D.C., no Estados Unidos da América.